# Mollaisaqlı
Mollaisaqlı è un comune dell'Azerbaigian situato nel distretto di İsmayıllı. Conta una popolazione di 1 051 abitanti.